# James Baffico
James A. Baffico (San Francisco, 1º gennaio 1942) è un regista, attore e produttore cinematografico statunitense, conosciuto alternativamente come Jim Baffico o James Baffico.

## Biografia
Ha ottenuto il titolo di Ph.D. (Doctor of Philosophy) presso l'Università del Michigan e quelli di M.A. (Masters of Arts) e B.A. (Bachelor of Arts) presso l'Università di Nebraska. È noto per aver interpretato il ruolo di Wooley nel film Zombi (1978) di George A. Romero. Baffico deve il suo nome soprattutto per aver prodotto e scritto film per la Universal Studios, Vista e Paramount Studios.

## Filmografia

### Attore
- Zombi (Dawn of the Dead), regia di George A. Romero (1978)
- Death Penalty, regia di Waris Hussein (1980)
- Knightriders - I cavalieri (Knightriders), regia di George A. Romero (1981)
- Il ribelle (All the Right Moves), regia di Michael Chapman (1983)
- Unico indizio la luna piena (Silver Bullet), regia di Daniel Attias (1985)
- Spenser (Spenser: For Hire) – serie TV, episodi 2x04-3x14 (1986-1988)
- Lei, io e lui (Ich und Er), regia di Doris Dörrie (1988)
- Law & Order - I due volti della giustizia (Law & Order) – serie TV, episodi 3x19-4x18-6x20 (1993-1996)
- It Had to Be You, regia di Steven Feder (2000)
- Law & Order: Criminal Intent – serie TV, episodio 2x12 (2003)

### Regista
- La valle dei pini (All My Children) – serie TV, 9 episodi (1997-2004)
- Il tempo della nostra vita (Days of Our Lives) – serie TV, 6 episodi (1989-2007)

## Riconoscimenti
Daytime Emmy Award: 8
- Vinti: 1995 & 2003, Directing, La valle dei pini
- Nominati: 1995-1999, 2001-2003, Directing, La valle dei pini

## Doppiatori italiani
James Baffico è stato doppiato da:
- Renato Mori in Zombi (film)